# イルフェスハイム
イルフェスハイム (ドイツ語: Ilvesheim) はドイツ連邦共和国バーデン＝ヴュルテンベルク州ライン＝ネッカー郡に属す町村（以下、本項では便宜上「町」と記述する）。人口約7700人のこの町は、総人口240万人のライン＝ネッカー大都市圏の一部をなしている。

## 地理

### 位置と自然環境

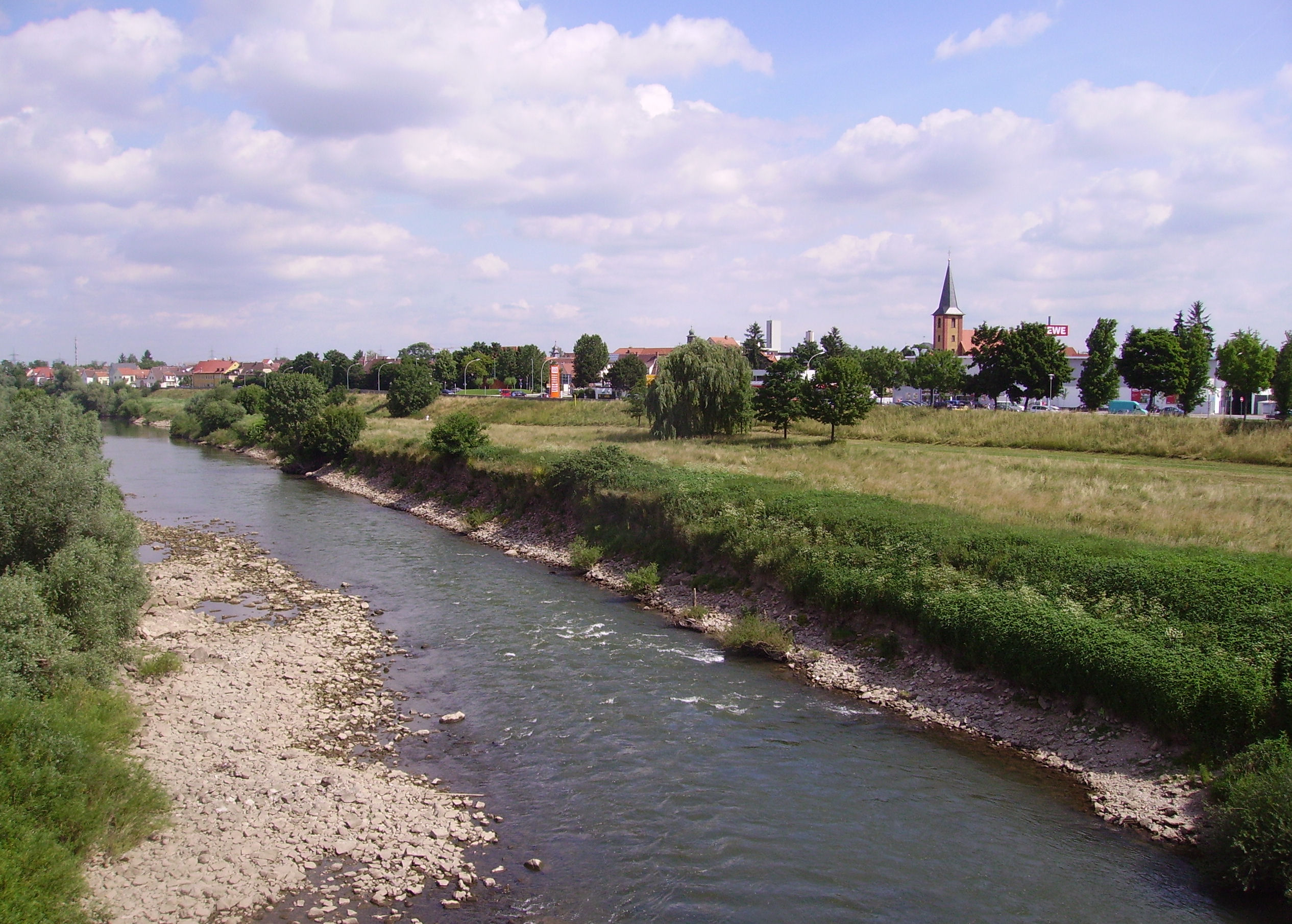
南側から見たイルフェスハイムの眺め。前景の川がネッカー川

イルフェスハイムは、ネッカー川が自然に大きく湾曲したその右岸側に位置する。この場所はオーバーライン地溝帯に含まれ、ライン＝ネッカー大都市圏の一部をなす。大部分が、北側にネッカー運河が造られたことにより1920年代にできあがった島に位置している。その後、ネッカー川の河畔は野生化し航行不能となり、1987年に景観・自然保護地域に指定された。
町域の面積は、589ha強である。そのうち31.7%が住宅および交通用地（市街地）であり、6.8%が水域、58.7%が農業用地である。
長期の北端はネッカー川の扇状地であり、さらに他に氾濫原が広がる。両者の多くは肥沃な土壌であり、収益の豊かな農耕地となっている。

### 隣接する市町村
イルフェスハイムは、南、西、北をマンハイムと直接境を接している。北東と東にはヘッデスハイム、ラーデンブルク、エーディンゲン＝ネッカーハウゼンが接する。マンハイムの他にも、ルートヴィヒスハーフェン・アム・ラインへは西に12km、ハイデルベルクへは南東に13kmと2つの大都市も遠くない場所にある。

### 自治体の構成
自治体としてのイルフェスハイムにはイルフェスハイムの他、アッツェルブッケル住宅地、射撃場やぶどう園が含まれる。

### 気候
西をハールト山地、東をオーデンヴァルトに挟まれたオーバーライン地溝帯の地形に護られ大変に穏やかな気候である。最寄りのマンハイムにある観測所の1971年から2000年までの平均気温は10.5℃、平均の年間降水量は668mmであった。最も暖かい月は7月で平均気温は19.9℃、最も寒いのは1月で1.8℃である。盛夏には30℃を超える日も珍しくない。降水の多くは7月に降り、2月が最も乾燥する月である。
| 1971年から2000年までのマンハイムの平均気温と平均降水量 \| \| 1月 \| 2月 \| 3月 \| 4月 \| 5月 \| 6月 \| 7月 \| 8月 \| 9月 \| 10月 \| 11月 \| 12月 \| \| \| \| 気温 (℃) \| 1.8 \| 2.7 \| 6.6 \| 10.0 \| 14.8 \| 17.6 \| 19.9 \| 19.5 \| 15.4 \| 10.2 \| 5.2 \| 2.9 \| 平均気温 \| 10.5 \| \| 降水量 (mm) \| 40 \| 38 \| 46 \| 48 \| 73 \| 74 \| 83 \| 49 \| 56 \| 54 \| 55 \| 53 \| 年間降水量 \| 668 \| |     |     |     |      |      |      |      |      |      |      |      |      |            |      |
| | 1月 | 2月 | 3月 | 4月  | 5月  | 6月  | 7月  | 8月  | 9月  | 10月 | 11月 | 12月 |            |      |
| 気温 (℃) | 1.8 | 2.7 | 6.6 | 10.0 | 14.8 | 17.6 | 19.9 | 19.5 | 15.4 | 10.2 | 5.2  | 2.9  | 平均気温   | 10.5 |
| 降水量 (mm) | 40  | 38  | 46  | 48   | 73   | 74   | 83   | 49   | 56   | 54   | 55   | 53   | 年間降水量 | 668  |

## 歴史
イルフェスハイムは、766年3月14日付のロルシュ修道院への寄贈証書に「Ulvinisheim」村として初めて記録されている。村の名前の末尾が「-heim」なのは、フランケン風の地名である。この村の名前が、かつてこの地に住んでいた「Ulvinius」という人物の名に由来するのか、それともイルフェスハイム近郊でネッカー川に注ぐカンツェルバッハ川の別名「Ilbe」に由来するのかは、明らかでない。
このロルシュ修道院の所領は、1155年頃に皇帝フリードリヒ・バルバロッサによって彼の異母弟にあたる宮中伯コンラートの手に渡った。これ以後、13世紀の終わりまでイルフェスハイムは、確実にプファルツ選帝侯領であり、シュリースハイム・ツェントの一部をなしていた。領主権は、レーエンとしてシュトラーレンベルク家がこれを行使した。その後14世紀半ばにエアリヒハイム家、1550年から1645年までシュタイナハ家、1700年頃にフントハイム家がこれを引き継いだ。
プファルツ継承戦争の際、1689年にこの村は甚大な被害を受けた。1803年のプファルツ選帝侯廃止に伴い、イルフェスハイムはバーデン領となり、ラーデンブルク管区に属した。1863年からはベツィルクスアムト・マンハイムに移管されたが、これは後にマンハイム郡となった。
政治的には、帝国創設時の1871年から国民自由党がこの村の最有力政党であった。しかし、1890年頃にはSPDと中央党によって追い落とされた。ヴァイマル共和政下でもこれらの政党が残った。1933年の帝国議会選挙では、中央党、NSDAPおよびKPDがそれぞれ24%を超える票を獲得した。
1970年代の市町村改編では、マンハイムへの合併が議論された。しかし、イルフェスハイムは独立を守り、1973年に新しく創設されたライン＝ネッカー郡の一員となった。
過去にはイルフェスハイムの住民の多くは漁労で生活していた。この伝統に基づき、毎年6月第1週末にフィッシャーフェスト（漁師祭）が開催されている。

### 宗教

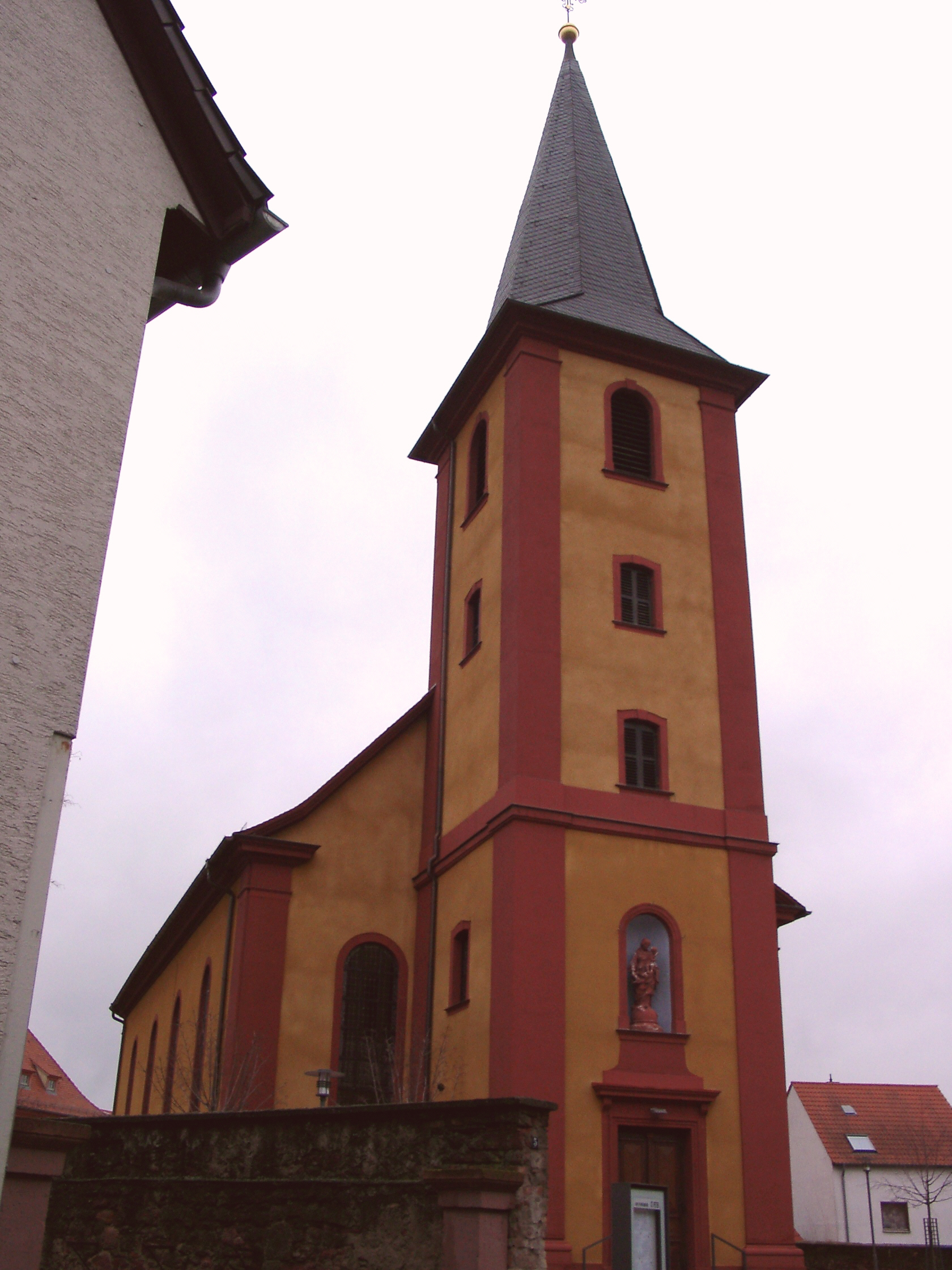
カトリックの聖ペーター教会

イルフェスハイムの教会は、おそらく951年に発足したと考えられている。1550年にレーエン領主は宗教改革を行い、ルター派の信仰がもたらされた。レーエン領主の意思に反し、プファルツ選帝侯はイルフェスハイムに1575年、改革教会の牧師を派遣した。1632年、イルフェスハイムの教会堂はスウェーデン軍により破壊され、三十年戦争後はゼッケンハイムと統合された。改革派教会は教会を再建したが、早くも1689年には、フランス軍によって内陣と塔が焼失した。
プファルツ選帝侯の教会分離により、教会堂はカトリックに所有権が認められた。プロテスタントの教区が再び設けられたのは1747年であった。改革派教会は神事を納屋で行い、1803年に新しい教会堂を完成させることができた。1872年にイルフェスハイムは独立したプロテスタント教区が設けられた。
1807年にはイルフェスハイムの住民のうち、47%がカトリックの、25%が改革派教会の、14%がルター派の信者であった。しかし1948年にはプロテスタントが50%、カトリックが46%という構成になっていた。イルフェスハイムのプロテスタント教会組織は現在、プロテスタントのバーデン地方教会ラーデンブルク＝ヴァインハイム教会管区に属している。一方、イルフェスハイムのカトリック教会組織聖ペーター教会は、フライブルク大司教区マンハイム市首席司祭区に属している。
イルフェスハイムには18世紀の初めからユダヤ人が住んでいた。1852年には史上最多の194人が暮らしていた。その後都市部、特にマンハイムへの流出が起こり、1925年にはこの町に住むユダヤ人は23人になっていた。そのうち10人が国家社会主義者による迫害の犠牲となった。1810年に建てられたシナゴーグは1938年の水晶の夜に破壊された。

### 人口推移
18世紀のイルフェスハイムはこの地域の典型的なサイズの町であった。1850年頃までに大きな増加があった。第二次世界大戦後には500人以上の旧ドイツ領の東プロイセンやシレジア、チェコ領であったズデーテン地方などから放逐者を受け容れた。イルフェスハイムは、1871年から1925年までの間に人口増加率が大きかったマンハイム郡の市町村トップ5の一つに数えられる。1973年に人口はピークの8,196人になった。その後、徐々に人口は減少し、1997年の人口は6,862人であった。その後この町の人口は再び増加に転じ、新規住宅地の利用法指定などの支援を受けている。
| 年   | 1577 | 1777 | 1818 | 1852  | 1905  | 1939  | 1950  | 1961  | 1967  | 1970  | 1973  | 1987  | 1991  | 1995  | 2005  | 2010  | 2015  |
| ---- | ---- | ---- | ---- | ----- | ----- | ----- | ----- | ----- | ----- | ----- | ----- | ----- | ----- | ----- | ----- | ----- | ----- |
| 人口 | 330  | 763  | 995  | 1,414 | 1,833 | 3,195 | 4,296 | 6,286 | 6,968 | 7,509 | 8,196 | 7,016 | 7,313 | 7,024 | 7,613 | 8,471 | 9,100 |

## 行政

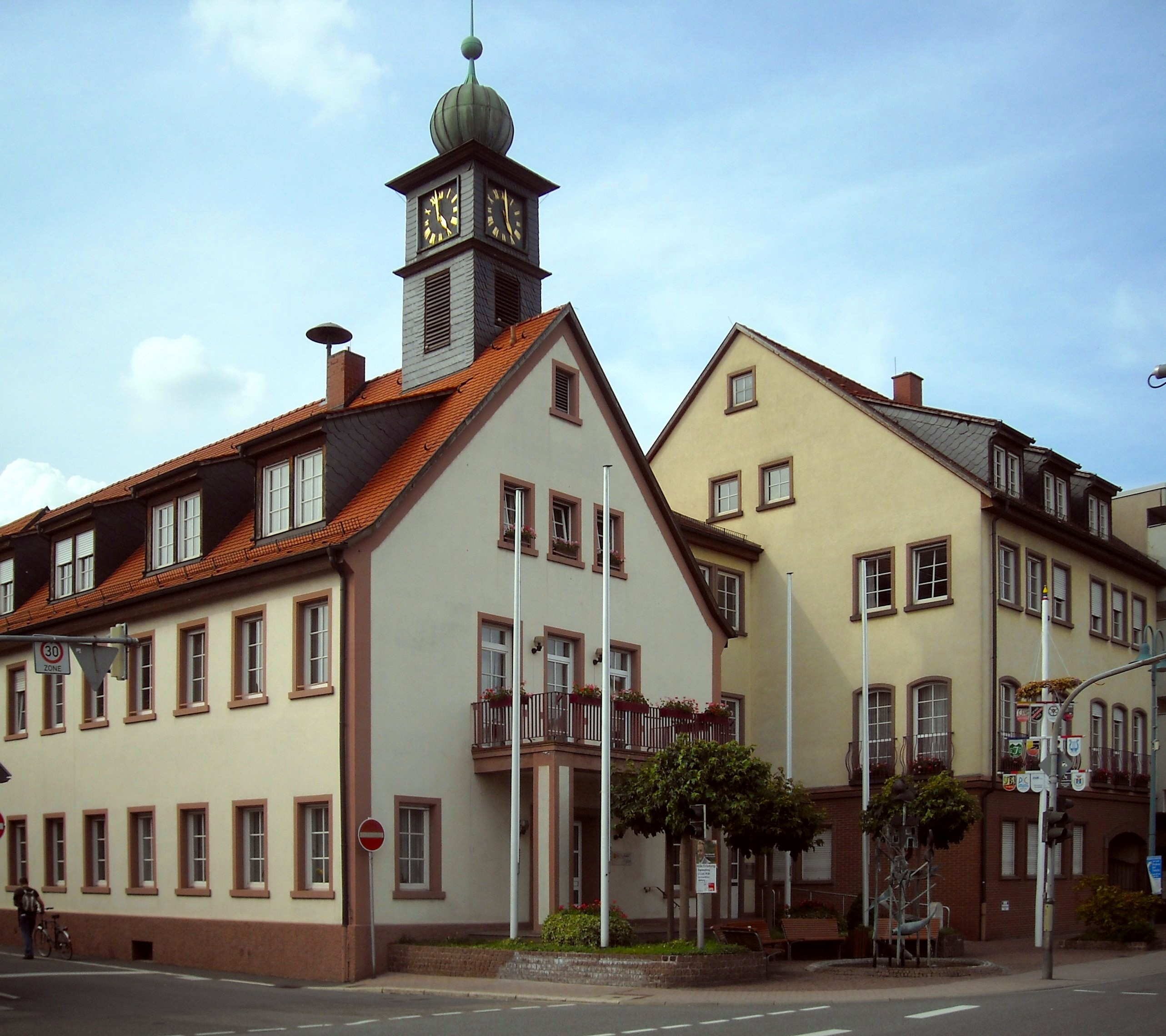
イルフェスハイムの町役場

### 議会
イルフェスハイムの議会は、5年ごとの直接選挙で選出される18人の議員で構成されている。これに議長として首長が加わる。バーデン＝ヴュルテンベルク州の地方議会法に基づき、選挙は累計式の異党派連記式で行われる。

### 首長
首長は、8年ごとの直接選挙で選出される。2007年以降、アンドレアス・メッツ（無党派）がイルフェスハイムの首長を務めている。彼の前任者は、ローラント・エッシェで1991年から2007年まで首長を務めた。

### 紋章
図柄: 基部は赤地、その上部は左右二分割される。上部向かって左は、金地（黄色地）に黒いハープ。上部向かって右は、黒地に赤い爪と赤い舌を出し赤い冠を被った金色（黄色）の獅子。基部には金色（黄色）の鎹。
この紋章は1552年の印章に遡り、1908年にバーデンのゲンラルランデスアルヒーフの提案に基づき、イルフェスハイムが採択した。プファルツの獅子は長い間プファルツ選帝侯領であったを示し、ハープはこの町を治めたシュタイナハ家の紋章に由来する。鎹はこの町を象徴するものであるが、1908年以前には、たびたび二重鈎（オオカミ用の罠）と混同された。

### 友好都市
Chécy（フランス、ロワレ県）1994年

## 文化と見所

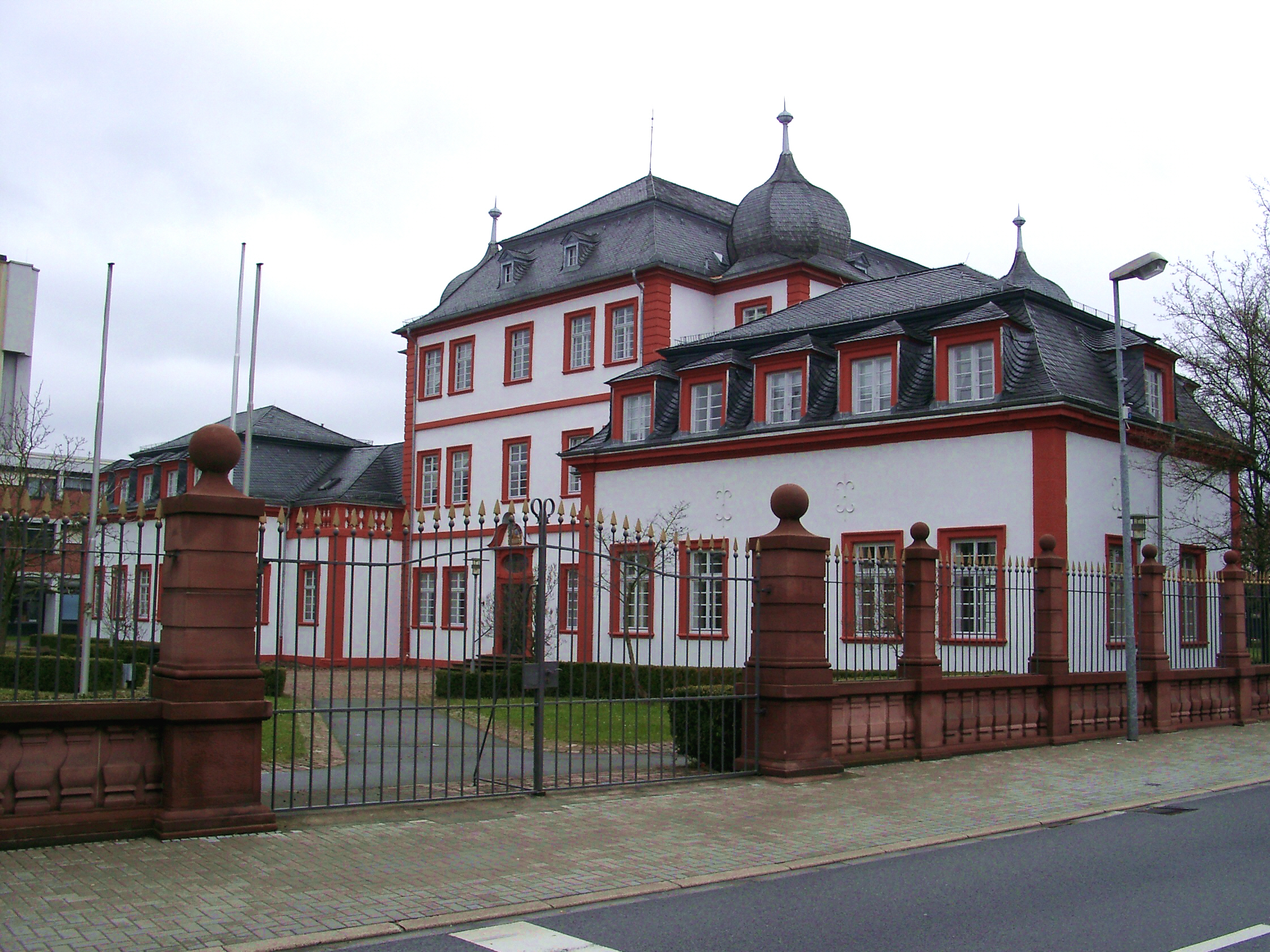
イルフェスハイム城

### 建築
イルフェスハイム城は、この町で最も印象的で最も古い建造物である。この城は1700年にフントハイム家によって建設された。この場所は、以前1689年にプファルツ継承戦争で破壊されたエアレンブルク城が建っていた場所であった。本館は4階建てで、四隅に擬宝珠型の屋根を持つ塔がある。18世紀に2階建ての翼楼が建設された、オランジュリと厨房に利用された。1855年にフントハイム家は断絶し、城はバーデン大公国の所有となった。1868年にこの城に国立盲学校が設けられた。1904年には西側の翼楼が増築された。
カトリックの聖ペーター教会の長堂は1790年に完成した。この建物は4つの窓付きアーチを持っている。1795年に残っていた古い教会塔が取り壊され、1817年に高さ49mの新しい塔が建設された。1770年に造られたバロック様式の主祭壇はハイデルベルクのドミニコ教会のものであった。赤い砂岩でできた洗礼盤と説教壇は1724年から1725年に設けられた。
ホールを持つプロテスタントのマルティン・ルター教会は、1964年にヘルムート・シュトリフラーによって建設された。この建物は、コンクリート製の四角い建物で小さな広場を囲んでいる。
旧プロテスタント教会は1803年の建物である。この2階建てのホール式建築は、4つの窓付きアーチを持ち、擬宝珠型の屋根を持つ六角形の小塔を屋根の上に載せている。1983年からこの建物は図書館として利用されている。

### 余暇
イルフェスハイムには屋外プールと屋内プールがある。屋外プールは1951年にオープンして以来徐々に拡張され続けている。近隣の市町村の住民も含め年間8万人の利用者がある。

### 催し物
ヨーロッパ A-ユーゲント-サッカーの国際イルフェスハイマー・インゼル杯（旧: ハインリヒ・フェッター杯）が開催されている。フランツ・ベッケンバウアーやゼップ・マイヤーなど後に国際的なスターとなる多くの選手がこのカップ戦で最初の栄冠をつかんでいる。イルフェスハイマー A-ユーゲントもこのカップ戦に参戦しているが大きな成果は少ない。1974年と1985年には決勝戦まで進出したものの、それぞれSVヴァルトホーフ・マンハイム（1974年）およびシュトゥットガルト・キッカーズ（1985年）に敗れた。
イルフェスハイムの教会祭（インゼルケルヴェ）は、8月の第4週末に開催される。この祭はシュロス通り全体を使って開催され、イルフェスハイムの様々なサークルが参加する。
6月の第1週末には、スポーツ釣りクラブ主催のインゼル・フィッシャーフェスト（島の漁師祭）が開催される。

## 経済と社会資本

### 交通
イルフェスハイムはバス路線によりマンハイムやラーデンブルクと結ばれている。この路線はライン＝ネッカー交通連盟の主管による。
町の西側を連邦アウトバーンA6号線が、南側をA656号線が走っている。

### メディア
ローカルな話題は、日刊紙マンハイマー・モルゲンに掲載される。町の広報紙は週毎に発行されている。

### 官庁と施設
イルフェスハイムにはフライブルク大司教区のライン＝ネッカー地方事務所がある。このオフィスには、ハイデルベルク＝ヴァインハイム首席司祭区、マンハイム市首席司祭区、ヴィースロッホ首席司祭区、クライヒガウ首席司祭区が属している。

### 教育
この町には、実業学校を併設した基礎課程・本課程学校フリードリヒ・エーバーと・シューレがある。ギムナジウムはマンハイムかラーデンブルクまで通わなければならない。マンハイム音楽学校は、イルフェスハイムに分校を有している。この町は公立図書館を運営している。
イルフェスハイム・シュロス＝シューレは、視覚障害者のための寄宿舎付きの学校で、この種のものとしてはバーデン＝ヴュルテンベルク州で唯一の施設である。この学校には精神障害者のための教育プログラムや、養護学校、基礎課程学校、実業学校が併設されている。

## 人物

### フィッシャーナッヒェン
イルフェスハイムでは、1982年から毎年、この町の周辺地域に多大な貢献をした人物または団体に「フィッシャーナッヒェン」（「漁師の小舟」賞）を授与し、功績を称えている。受賞者には、漁師の象徴を象ったブロンズのレリーフが授与されている。

## 引用
1. ↑  Statistisches Landesamt Baden-Württemberg – Bevölkerung nach Nationalität und Geschlecht am 31. Dezember 2023 (CSV-Datei)
2. ↑  Statistisches Landesamt Baden-Württemberg, Stand: 31. Dezember 2004
3. ↑  Kreisbeschreibung Bd. 1, S. 54
4. ↑  www.klimadiagramme.de
5. ↑  Kreisbeschreibung Bd. 3 S. 580.
6. ↑  Arbeitsgemeinschaft für die Erforschung der Geschichte der Juden im süddeutschen und angrenzenden Raum: Ilvesheim
7. ↑  1950年から1967年まで:  Kreisbeschreibung. 3. p. 579、1961年と1970年以降: Statistisches Landesamt Baden-Württemberg のデータによる・
8. ↑  Herwig John, Gabriele Wüst: Wappenbuch Rhein-Neckar-Kreis. Ubstadt-Weiher 1996, ISBN 3-929366-27-4, S. 69
9. ↑  Chronik (Chècy - Ilvesheim)
10. ↑  Chécyの公式ウェブサイト
11. ↑  イルフェスハイム聖ペーター教会
12. ↑  イルフェスハイム・シュロス＝シューレ